# Bacillus licheniformis
Bacillus licheniformis es una bacteria de tipo Gram positiva, tiene un alto parecido genómico con Bacillus subtilis. Habita normalmente en agua y en suelo, lugar donde produce esporas como mecanismo de conservación y proliferación. 
Es un bacilo de tipo anaerobio facultativo, lo cual favorece su crecimiento en presencia o ausencia de oxígeno.
Representa una bacteria de importancia industrial debido al uso comercial y agrícola de algunos de sus productos extracelulares utilizados para la producción de enzimas, antibióticos y productos químicos.
Entre las enzimas que secreta este microorganismo se encuentran serín proteasas alcalinas, también llamadas subtilisinas, las cuales tienen usos como aditivos para detergentes domésticos. Además se obtienen productos de fermentación a partir de diferentes cepas de Bacillus licheniformis como las amilasas, en particular la α-amilasa  que muestra una actividad estable en niveles altos de temperatura y pH; y el antibiótico bacitracina.